# Białe zombie
Białe zombie (ang. White Zombie) – amerykański horror z 1932 roku. Film jest adaptacją powieści Williama Seabrooka pt. „Magiczna wyspa”, jak również jest to pierwszy film o zombie w historii kina

## Fabuła
Młoda para, Madeleine i Neil planują ślub na haitańskiej plantacji pana Beaumonta, który ich zaprosił do siebie. Okazuje się, że Beaumont zaczyna flirtować z Madeleine i namawia ją by zostawiła Neila. Beaumont do pomocy nakłania tajemniczego czarownika Legendre'a. Madeleine otrzymuje napój, który zamienia ją w zombie. Beaumontowi nie podoba się jednak to, że dziewczyna jako zombie zatraciła emocjonalność i pragnie przywrócić ją do poprzedniego stanu.

## Obsada
- Béla Lugosi : Legendre
- Madge Bellamy : Madeleine Short
- Robert Frazer : Charles Beaumont
- Joseph Cawthorn : Dr. Bruner
- Brandon Hurst : Silver
- Clarence Muse : Kutscher
- John Harrow : Neil Parker